# 图赖尤尔
图赖尤尔（Thuraiyur），是印度泰米尔纳德邦Tiruchirappalli县的一个城镇。总人口30998（2001年）。

## 人口
该地2001年总人口30998人，其中男性15509人，女性15489人；0—6岁人口3102人，其中男1515人，女1587人；识字率73.49%，其中男性为80.01%，女性为66.96%。